# Brutalna siła
Brutalna siła (ang. Brute Force) – amerykański film noir z 1947 roku w reżyserii Julesa Dassina, zrealizowany na podstawie opowiadania Roberta Pattersona. Stanowi pierwszą część z filmowej tetralogii reżyseria, obok Nagiego miasta, Złodziejskiego traktu oraz Nocy i miasta.
Spośród innych amerykańskich filmów sensacyjnych drugiej połowy lat 40. XX w. Brutalna siła wyróżnia się nie tylko drastycznymi scenami przemocy, ale także antyamerykanizmem czy szerzej – oskarżeniem całego systemu społecznego. Na podjęcie tej tematyki wpłynęła biografia reżysera – pochodził z biednej rodziny imigrantów, mieszkającej w Harlemie. Przed przystąpieniem do produkcji przebywał przez pewien czas w Alcatraz, aby lepiej poznać więzienne realia.
Amerykańska krytyka interpretowała Brutalną siłę jako metaforę faszyzmu i ostrzeżenie przed pewnymi postawami, reprezentowanymi głównie przez oficera więziennego Munseya. Krytyka europejska przyjęła film chłodniej, negatywnie oceniono dosłowność ukazanego okrucieństwa. Amerykańscy widzowie odebrali film jako szokujący, ponieważ wcześniej nie zetknęli się w kinie z tego typu scenami przemocy.

## Fabuła
Miejsce akcji filmu toczy się w więzieniu Westgate. Sześciu więźniów przebywa w jednej celi za błahe przewinienia. Widz poprzez retrospekcje poznaje życie każdego z nich. Władzę w zakładzie karnym sprawuje sadystyczny oficer Munsey, który lubi pastwić się nad więźniami m.in. przy muzyce Wagnera. Pomimo jego bezwzględnej kontroli więźniowie przygotowują plan ucieczki.

## Obsada
- Burt Lancaster jako Joe Collins
- Hume Cronyn jako oficer Munsey
- Charles Bickford jako Gallagher
- Yvonne De Carlo jako Gina Ferrara
- Ann Blyth jako Ruth
- Ella Raines jako Cora Lister
- Anita Colby jako Flossie
- Whit Bissell jako Tom Lister
- Art Smith jako dr Walters
- Sam Levene jako Louie Miller
- Jeff Corey jako "Freshman" Stack
- John Hoyt jako Spencer
- Jack Overman jako Kid Coy
- Roman Bohnen jako Warden A.J. Barnes
- Sir Lancelot jako Calypso
- Vince Barnett jako Muggsy
- Jay C. Flippen jako Hodges
- Richard Gaines jako McCollum
- Frank Puglia jako Ferrara
- James Bell jako Crenshaw
- Howard Duff jako Robert Becker
- Edmond O’Brien jako Inmate
- Charles McGraw jako Andy